# Ступа Шанти
Ступа Шанти — буддийская белокупольная ступа (чортен) на вершине холма Чанспа, округ Лех, Ладакх, в северной Индии. Построена в 1991 году японским монахом Гёмё Накамурой. Ступа содержит реликвии, преподнесённые Далай-ламой XIV. Со ступы можно замечательно обозревать долину, поэтому она стала популярной и у туристов-небуддистов.

## Конструкция
Построена при совместном участии ладакхцев и японцев. Идея принадлежала Нитидацу Фудзии (Fujii Guruji) в 1914 году. Он считал своей миссией построить Пагоды Мира и храмы. Его мечтой было возрождение буддизма в Индии.
В апреле 1983 года началось возведение ступы под надзором бхикшу Гёмё Накамуры и Бакула Ринпоче, который также был членом правительственного комитета малых народов Индии, политической фигурой и дипломатом. Ладакхцы трудились на постройке добровольно и многие японцы также желали построить ступу в стране, давшей нынешнего Будду — Шакьямуни. Примьер-министр Индии Индира Ганди одобрила строительство в 1984 году. Правительство выделило некоторые средства на строительство. В августе 1991 года Далай-лама XIV Тэнцзин Гьямцхо открыл ступу.

## Описание и значение
В основе ступы заложены «реликвии Будды» и фотографии Далай-ламы. В ступе два этажа. На первом этаже по центру рельеф Дхармачакра с ланями по сторонам. Центральный золотой Будда сидит на платформе с изображением «поворота колеса Дхармы» (Дхармачакра). «Рождение Будды» изображено на втором этаже, смерть Будды (маханирвана) и Будда «побеждающий дьяволов» во время медитации. На обоих уровнях есть изображения медитирующего Будды.
По замыслу, ступа содействует Миру и процветанию, а её открытие приурочено к 2500-летию буддизма. Она показывает близость народов Японии и Ладакха.

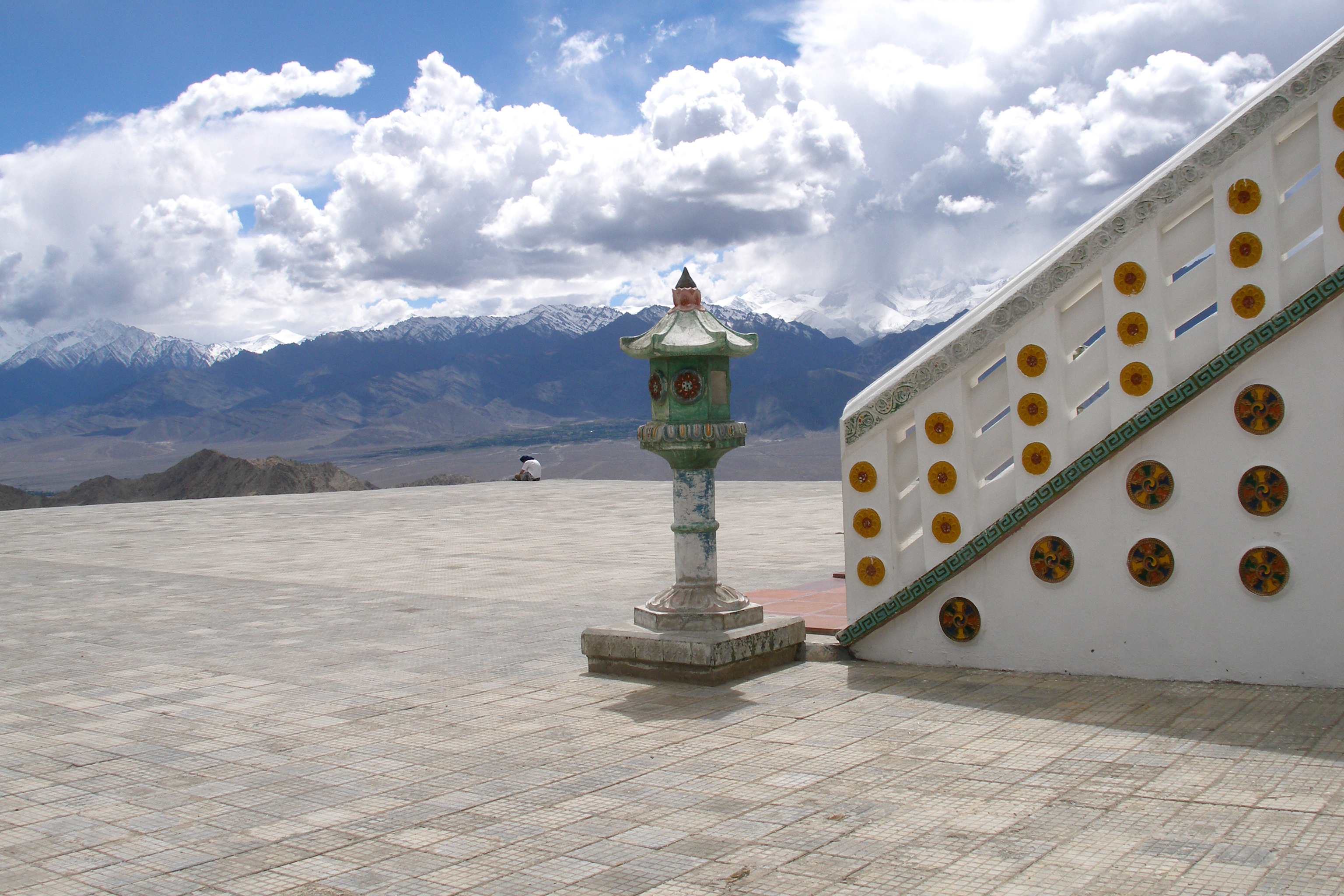
Платформа
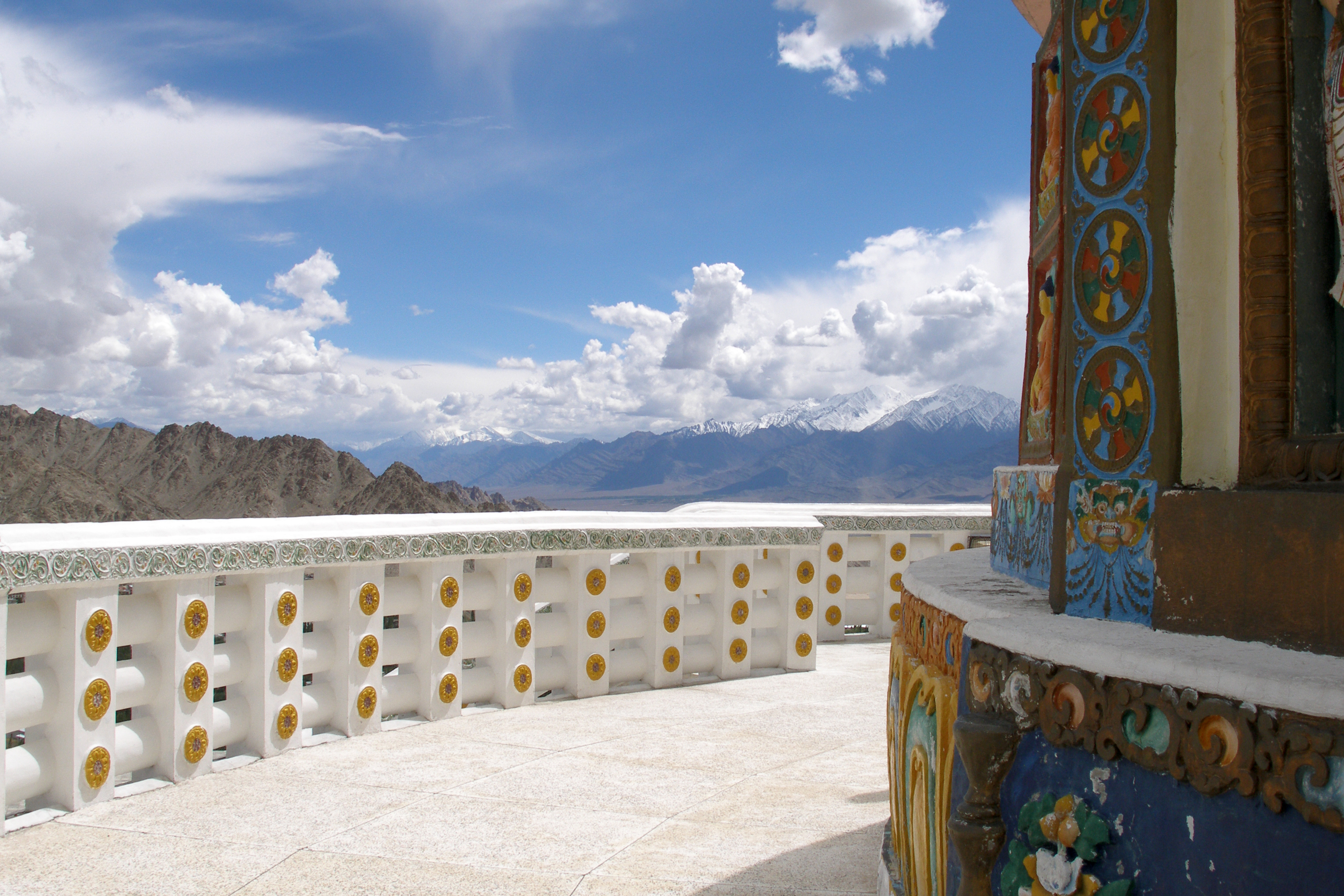
Основание
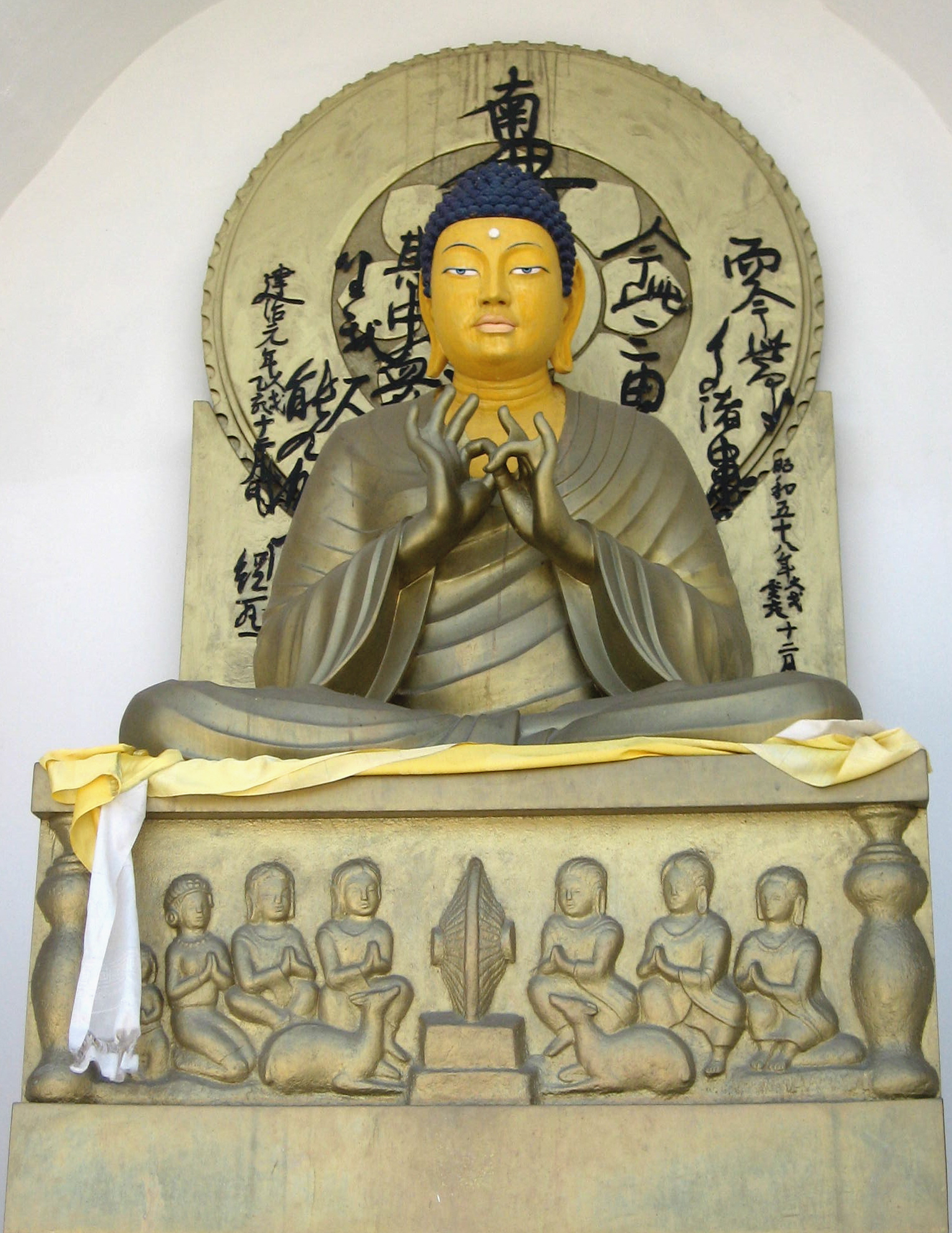
Золотой Будда
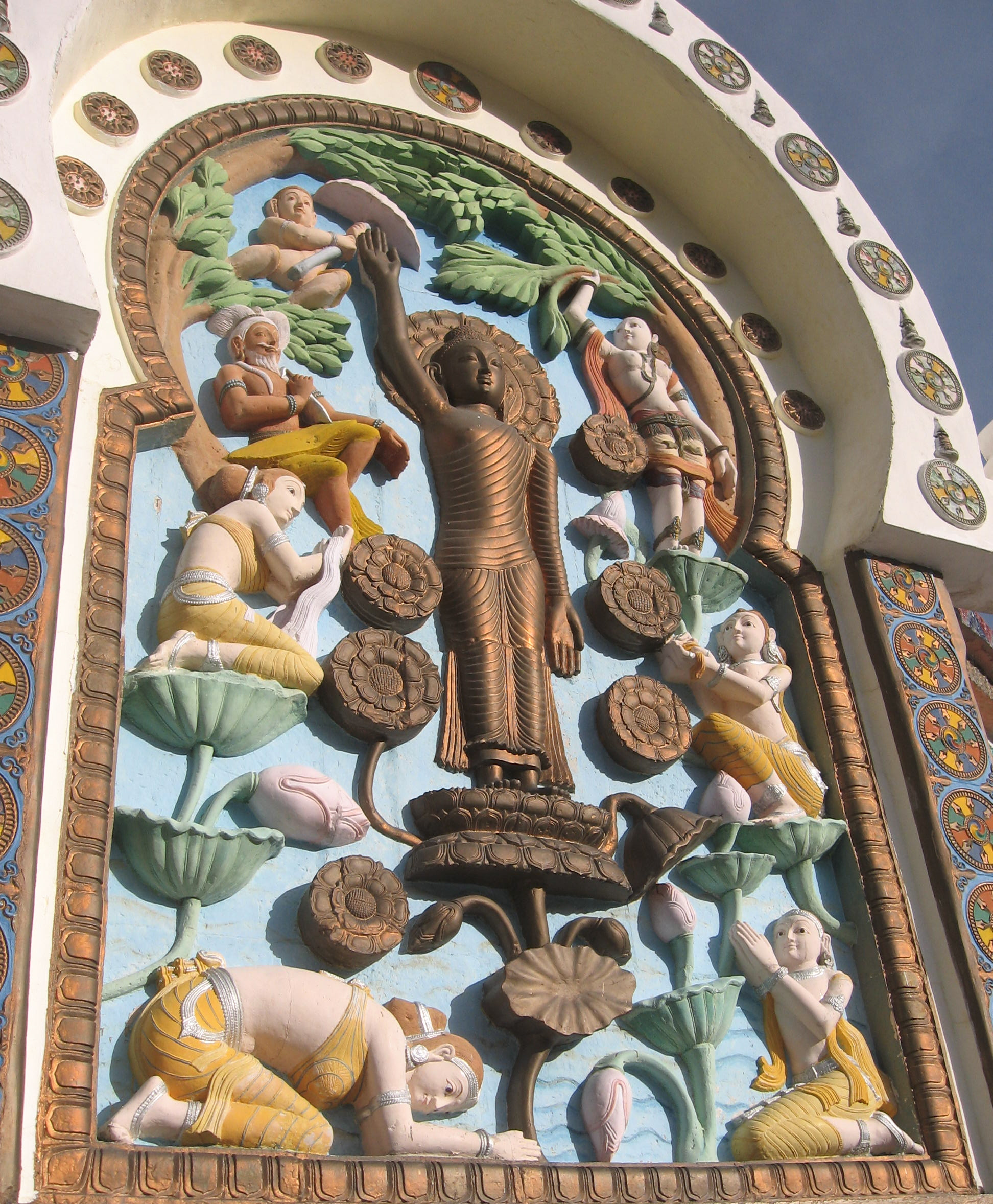
Рождение
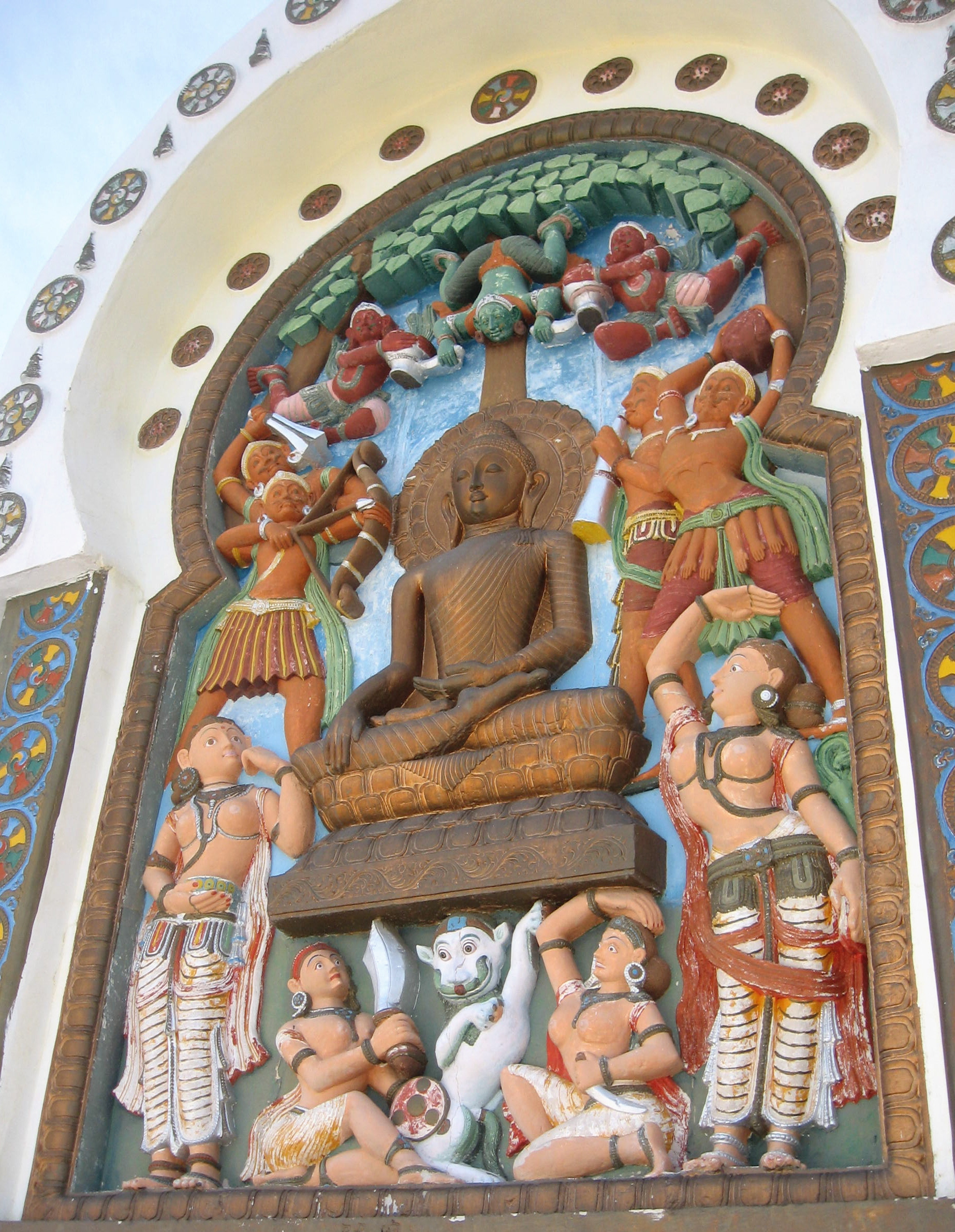
Победа над дьяволами
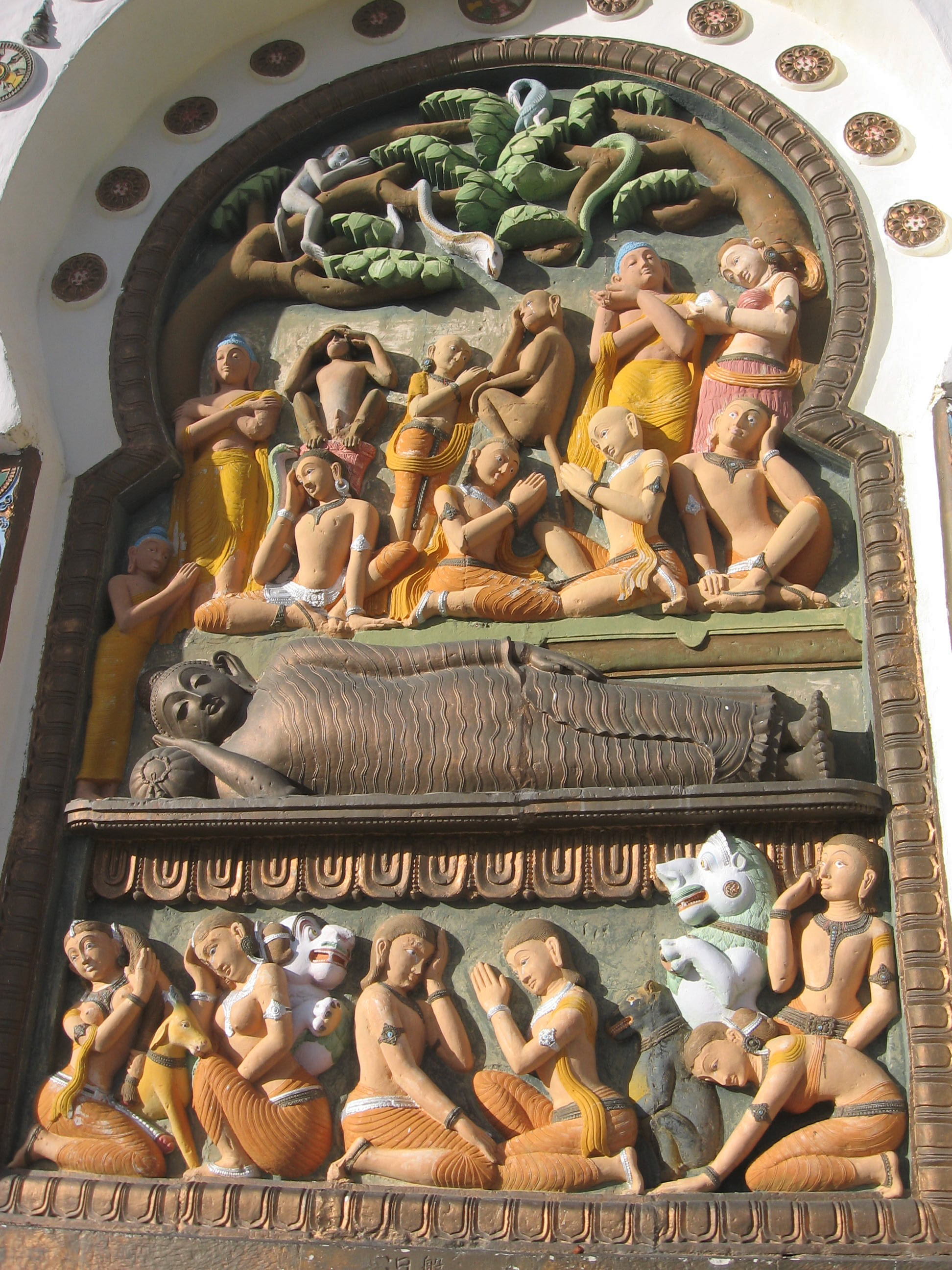
Маханирвана
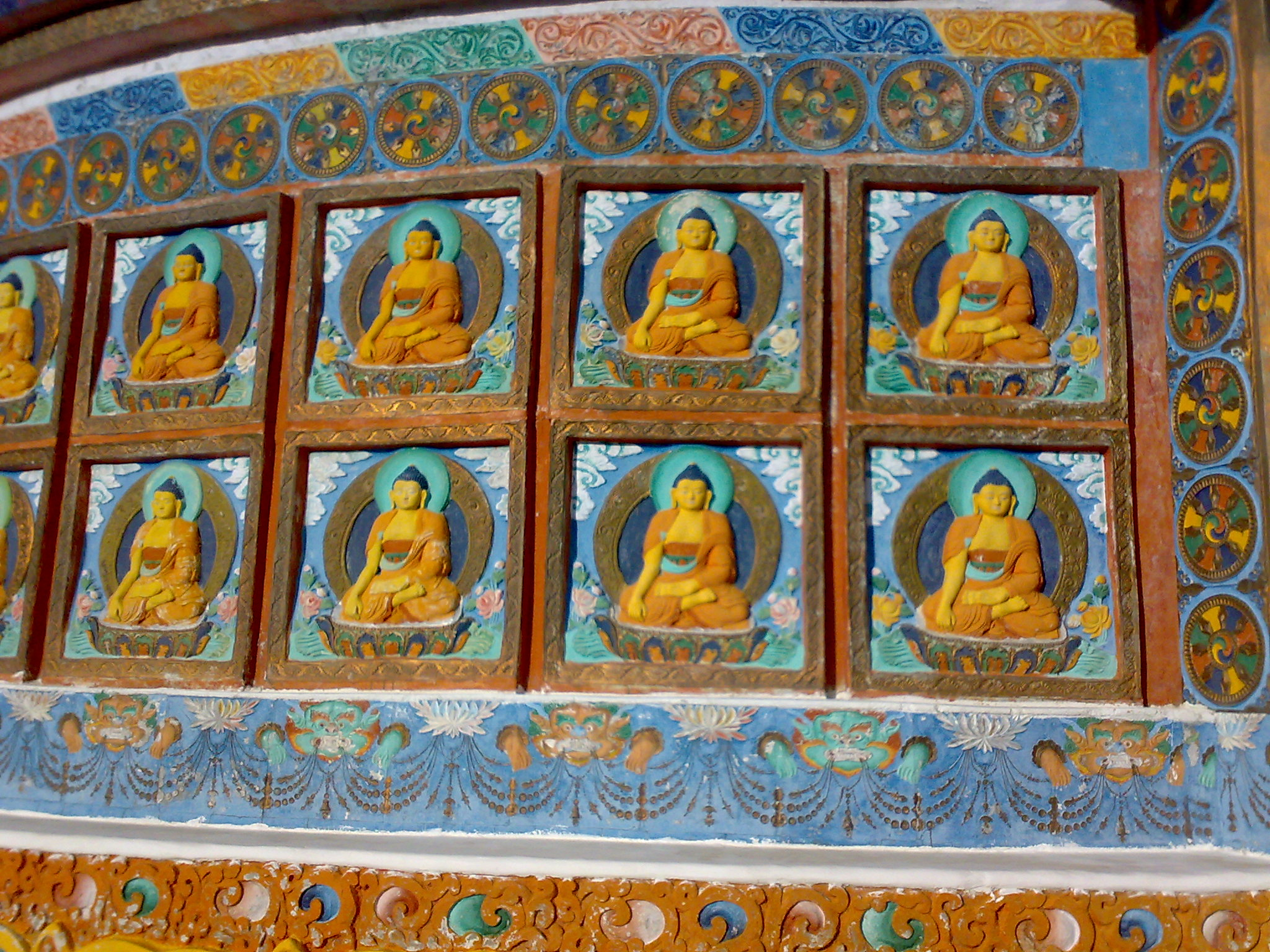
Ряд будд

## Туризм
После открытия ступу стали посещать туристы. По словам газеты The Hindu, это «самая посещаемая туристическая достопримечательность» в округе Лех, хотя это не образец истинно ладакхского стиля. Со ступы виден Лех, деревни, монастырь Намгьял Цемо Гомпа и окружающий ландшафт. Говорят, что со ступы лучше всего смотреть на восход и заход солнца. Ночью ступа подсвечивается. С 5 утра до 9 вечера она открыта для туристов
.

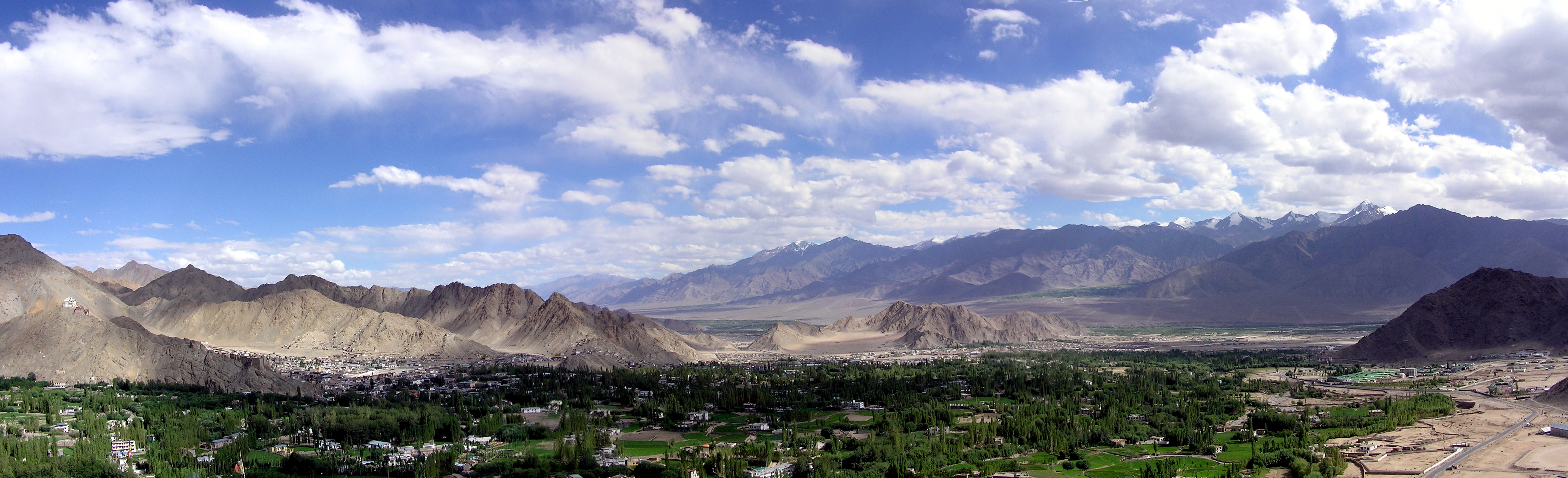
Панорамный вид со ступы Шанти.

Ступа находится на высоте 4267 м, в 5 км от города Леха — бывшей столицы княжества Ладакх — на холме с видом на Лехский дворец. От основания холма до ступы — 500 ступенек.